# Hybrid Assistive Limb

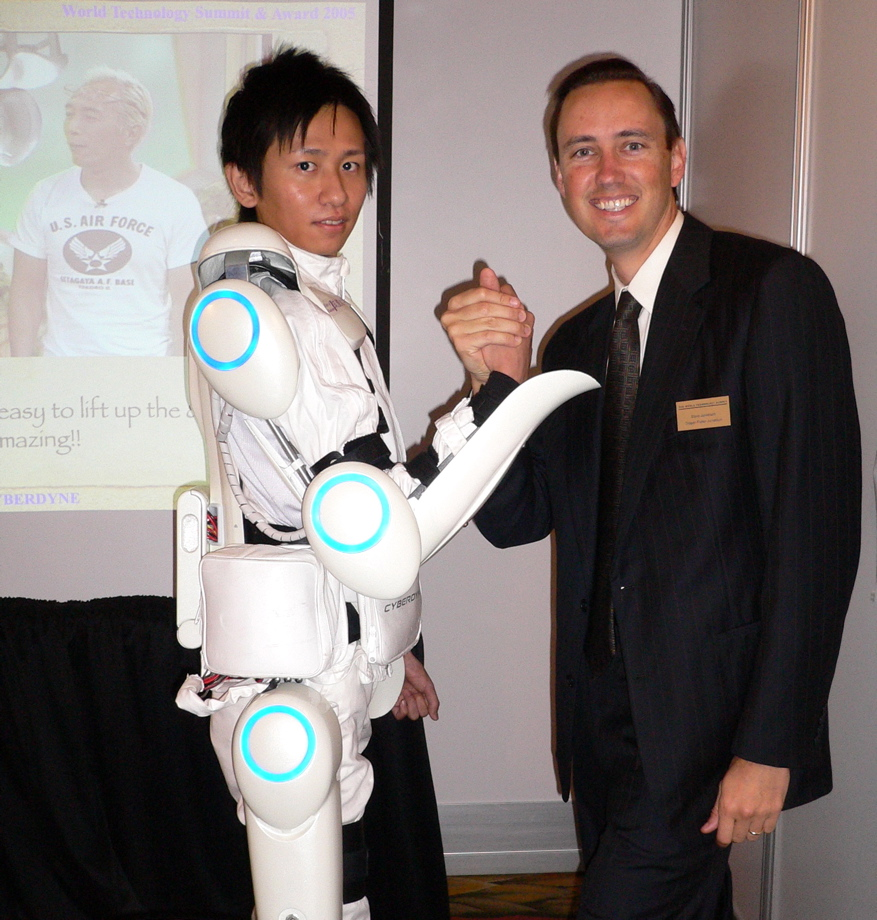
Прототип HAL 5

HAL (англ. Hybrid Assistive Limb) (Гибридная вспомогательная конечность) — экспериментальный экзоскелет, разработанный в университете Цукубы (Япония) японской робототехнической компанией Cyberdyne. На данный момент разработано два прототипа — HAL 3 (восстановление двигательной функции ног) и HAL 5 (восстановление работы рук, ног и торса). При помощи HAL 5 оператор способен поднимать и переносить предметы, в пять раз превышающие по массе максимальную нагрузку при обычных условиях.

## Описание
Сервоприводы HAL приводятся в действие электрическими импульсами, вырабатываемыми мускулами и улавливаемыми прикрепленными к коже оператора электродами. Эти импульсы поступают во встроенный компьютер, который оценивает нагрузки и активирует необходимые сервоприводы экзоскелета. Сам экзоскелет питается от батареи напряжением в 100 вольт, прикрепленной к талии.
7 октября 2008 года появился анонс о возможности аренды экзоскелета. Модель весом в 10 килограмм обслуживает только работу ног и крепится к талии и ногам. Также доступна модель для одной ноги.
Японская компания Cyberdyne планирует сдавать в аренду около 500 экзоскелетов в первый год производства.
С 2013 года HAL применяется в ряде клиник Японии для реабилитации пациентов с хроническими заболеваниями нервной и мышечной систем. В августе 2013 года технология прошла сертификацию TÜV Rheinland Group, что позволяет применять её на территории Евросоюза. Германия стала первой после Японии страной, где HAL применяется в терапевтических целях в качестве HAL-терапии. В январе 2018-го Cyberdyne получила лицензию на продажу HAL на территории США.

## История
Первый прототип HAL был предложен Йошуки Санкаем, профессором университета Цукуба. Очарованный роботами с начальной школы, Санкай стремился создать роботизированный костюм, который бы позволил «помогать людям». Санкай начал разрабатывать HAL после получения докторской степени в робототехнике в 1989 году.
Третий прототип HAL, разработанный в начале 2000-х годов, был прикреплен к компьютеру. Только его батарея весила почти 22 килограмма и требовала двух помощников, что делало его очень непрактичным. В отличие от этого, более поздняя модель HAL-5 весит всего 10 килограммов, а её аккумулятор и компьютер управления привязаны к талии пользователя.
Cyberdyne начала использовать костюм HAL для медицинских целей в 2008 году. К октябрю 2012 года более 300 костюмов HAL использовались 130 медицинскими учреждениями и домами престарелых по всей Японии. Этот костюм доступен для аренды в институте только в Японии за ежемесячную плату в размере 2000 долларов США. В декабре 2012 года Cyberdyne была сертифицирована ISO 13485 — международным стандартом качества для проектирования и производства медицинских приборов — Underwriters Laboratories. В конце февраля 2013 года костюм HAL получил глобальный сертификат безопасности, став первым силовым экзоскелетом. В августе 2013 года иск получил сертификат ЕС, разрешающий его использование в медицинских целях в Европе в качестве первого в своем роде медицинского робота.

## Использование
HAL предназначен для людей, страдающих двигательной дисфункцией, пожилых людей, а также для работ, требующих повышенной физической нагрузки — строительства и спасения во время катастроф. HAL дает возможность долгосрочной реабилитации пациентами с ограниченными возможностями. Кроме того, научные исследования показали, что в сочетании со специально созданными терапевтическими играми экзоскелеты подобные HAL-5, могут стимулировать познавательные способности ребёнка и помогать детям-инвалидам научиться ходить с помощью игры. Дальнейшие научные исследования показали, что HAL-терапия может быть эффективно использована для реабилитации после травмы спинного мозга или после инсульта.